# Mary Ellen Avery

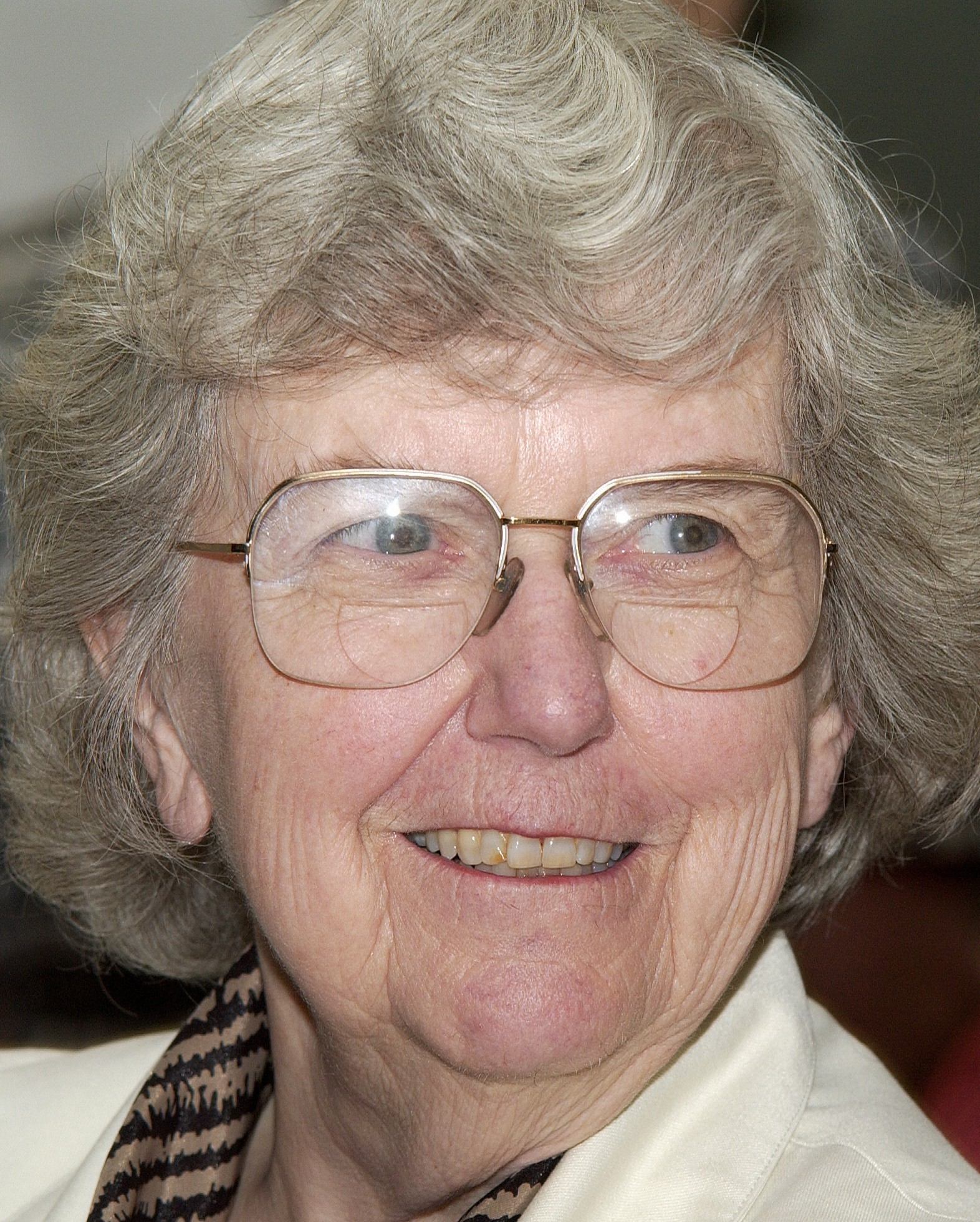
Mary Ellen Avery, 2004

Mary Ellen Avery, genannt Mel Avery, (* 6. Mai 1927 in Camden; † 4. Dezember 2011 in West Orange) war eine US-amerikanische Kinderärztin. 1959 entdeckte sie die Ursache des Atemnotsyndrom des Neugeborenen (Infant Respiratory Distress Syndrome, IRDS) und ermöglichte damit die Entwicklung von Therapien.

## Leben
Avery wuchs in Moorestown auf, wo ihr Vater eine Fabrik besaß und ihre Mutter stellvertretende Leiterin einer High School war. Sie studierte zunächst Chemie am Wheaton College (Abschluss 1948, summa cum laude) und dann bis 1952 Medizin an der Johns Hopkins University (als eine von 4 Studentinnen bei insgesamt 90 Studienanfängern). Sie wollte eigentlich gleich Medizin an der Harvard Medical School studieren, diese nahmen aber Frauen erst ab 1949 auf. An Tuberkulose erkrankt, verbrachte sie einige in Europa. Die eigene Krankheit erweckte ihr Interesse an der Funktion der Lunge. Nach der Facharztausbildung in Pädiatrie an der Johns Hopkins University (Internship, Residency) ging sie mit einem Forschungsstipendium an die Harvard Medical School. Dort entdeckte Avery 1957, dass RDS bei Frühgeborenen durch einen Mangel an Surfactant in der Lunge verursacht wurde. RDS war damals eine der Haupttodesursachen von Frühgeborenen. 1960 wurde sie Assistant Professor für Kinderheilkunde an der Johns Hopkins, zuständig für die Frühgeborenen-Pflegestation, ging dann an die McGill University als Professor und Vorstand der Kinderheilkunde sowie Chefärztin des Montreal Children’s Hospital und war ab 1974 Professor für Kinderheilkunde (Thomas Morgan Rotch Professor) an der Harvard Medical School und erste Frau, die als Chefärztin eine Fachabteilung an dieser Klinik leitete. Bis 1985 war Avery Leitende Ärztin (Physician in Chief) des Boston Children’s Hospital. Sie begründete das gemeinsame Programm für Neonatologie ihrer Klinik mit dem Beth Israel und Peter Bent Brigham Hospital in Boston.
Nachdem sie 1985 von ihrer Position zurückgetreten war, arbeitete sie unter anderem für UNICEF weltweit in Kampagnen für Poliomyelitis-Schutzimpfung und oraler Rehydrierungstherapie bei Durchfällen.
1968 erhielt sie den Mead Johnson Award für Forschungen in der Pädiatrie, 1984 die Trudeau-Medaille der American Lung Association und 1991 die National Medal of Science. 1973 wurde sie in die American Academy of Arts and Sciences und 1994 in die National Academy of Sciences aufgenommen, deren Präsidentin sie 2003 war. 2005 erhielt sie den John Howland Award, die höchste Auszeichnung der American Pediatric Society. Sie war Präsidentin der American Association for the Advancement of Science.
Sie blieb zeitlebens unverheiratet.

## Schriften (Auswahl)
als Autorin
- zusammen mit H. William Taeusch, Roberta A. Ballard, Alexander J. Schaffer: Schaffer and Avery’s Diseases of the Newborn. 6. Auflage. Saunders Books, Philadelphia PA 1991. ISBN 0-7216-5751-6. (später u.d.T.: „Avery's diseases of the newborn“)
- zusammen mit Barry D. Fletcher: Lung and its Disorders in the Newborn Infant (= Major problems in clinical pediatrics; 1). 4. Auflage. Saunders, Philadelphia PA 1981. ISBN O-7216-1462-0.

als Herausgeberin
- zusammen mit Lewis R. First: Pediatric Medicine. 2. Auflage. Lippincott, Williams and Wilkins, Baltimore MD 1994. ISBN 0-683-00293-7.